# Teixeira (Arganil)
Teixeira ist eine Kleinstadt (Vila) und ehemalige Gemeinde in Portugal.

## Verwaltung
Teixeira war Sitz einer gleichnamigen Gemeinde (Freguesia) im Kreis (Concelho) von Arganil im Distrikt Coimbra. In der Gemeinde lebten 135 Einwohner auf einer Fläche von 18,68 km² (Stand 30. Juni 2011).
Folgende Ortschaften gehören zum Gebiet der ehemaligen Gemeinde:
- Caratão
- Porto Castanheiro
- Relvas
- Ribeiro
- Teixeira

Im Zuge der Gebietsreform vom 29. September 2013 wurden die Gemeinden Teixeira und Cepos zur neuen Gemeinde União das Freguesias de Cepos e Teixeira zusammengefasst.